# Callogobius hasseltii
Callogobius hasseltii es una especie de peces de la familia de los Gobiidae en el orden de los Perciformes.

## Morfología
Los machos pueden llegar a alcanzar los 7,3 cm de longitud total.

## Distribución geográfica
Se encuentra desde la India hasta Fiyi, Tonga, el sur del Japón y Nueva Gales del Sur.

## Observaciones
Es inofensivo para los humanos.